# لوخووسیتسه
لوخووسیتسه (به چکی: Lochousice) یک منطقهٔ مسکونی در جمهوری چک است که در ناحیه پلزن-شمالی واقع شده‌است. لوخووسیتسه ۱۰٫۶۱ کیلومتر مربع مساحت و ۱۱۱ نفر جمعیت دارد و ۳۹۸ متر بالاتر از سطح دریا واقع شده‌است.